# District de Tamenglong
Le district de Tamenglong est un district de l'état du Manipur, en Inde.

## Géographie
Au recensement de 2011, sa population compte 140 143 habitants.
Son chef-lieu est la ville de Tamenglong. 